# Ignacio Zaragoza, Álamo Temapache
Ignacio Zaragoza är en ort i Mexiko.   Den ligger i kommunen Álamo Temapache och delstaten Veracruz, i den sydöstra delen av landet, 220 km nordost om huvudstaden Mexico City. Ignacio Zaragoza ligger 105 meter över havet och antalet invånare är 235.
Terrängen runt Ignacio Zaragoza är platt åt sydväst, men åt nordost är den kuperad. Runt Ignacio Zaragoza är det ganska tätbefolkat, med 65 invånare per kvadratkilometer. Närmaste större samhälle är Cerro Azul, 19,8 km nordost om Ignacio Zaragoza. Trakten runt Ignacio Zaragoza består till största delen av jordbruksmark.